# Elliott Sadler
Elliott William Barnes Sadler nasceu em 30 de Abril de 1975 na cidade de Emporia, no estado americano da Virgínia e é um piloto de automóvel.

## Carreira

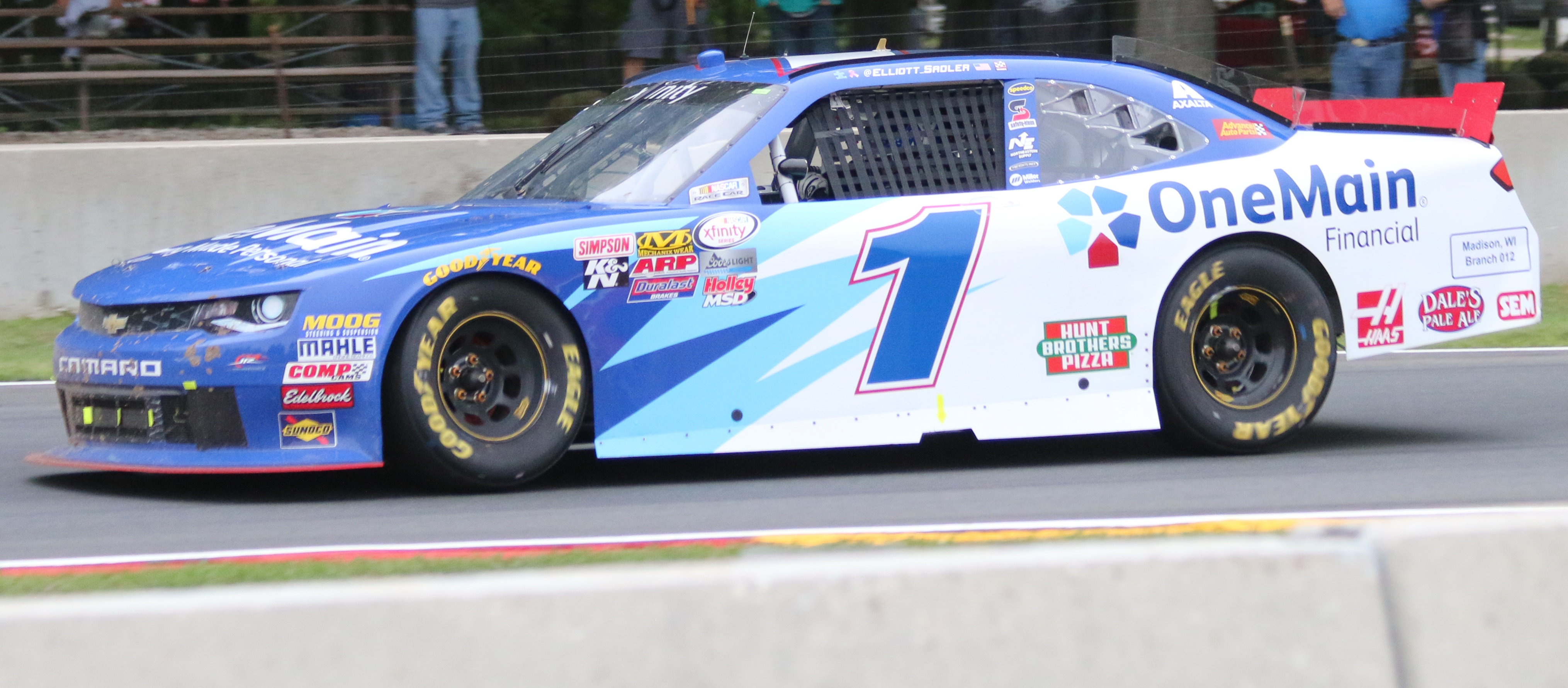
Carro de Elliott Sadler na NASCAR Xfinity Series.

Elliott Sadler iniciou sua carreira no kart aos 7 anos de idade disputando campeonatos em seu estado natal da Virgínia.
Iniciou na NASCAR correndo pela Busch Series em 1996, acumulando 5 vitórias nessa divisão, correu poucas provas pela Craftsman Truck Series e é um dos pilotos da Nextel Cup desde 1998.
Possui 3 vitórias na divisão principal, Sadler é muito lembrado por duas capotadas acontecidas no Talladega Superspeedway em 2003 e 2004, nessa ocorrida nos metros finais da corrida cruzando a linha de chegada ainda com o impacto da capotada.

## Principais Vitórias

### NASCAR -Sprint Cup
- 2001 - Food City 500 (Bristol)
- 2004 - Samsung/Radio Shack 500 (Texas) e Pop Secret 500 (Fontana)

### NASCAR -Xfinity Series
- 1997 - Nazareth, Myrtle Beach e Gateway
- 1998 - Bristol e Rockingham
- 2012 - Phoenix, Bristol, Chicagoland e Iowa
- 2014 - Talladega

### NASCAR -Camping World Truck Series
- 2010 - Pocono